# Qiu Yuhan
Qiu Yuhan (chiń. upr. 邱钰涵; pinyin Qiū Yùhán; ur. 17 lipca 1998 w Anshan) – chińska pływaczka specjalizująca się w stylu dowolnym.
Brązowa medalistka mistrzostw świata na krótkim basenie ze Stambułu (2012) w sztafecie 4 × 200 m stylem dowolnym.
Uczestniczka igrzysk olimpijskich w Londynie (2012) w  sztafecie 4 × 100 m stylem dowolnym (4. miejsce).